# Mannequin-Challenge

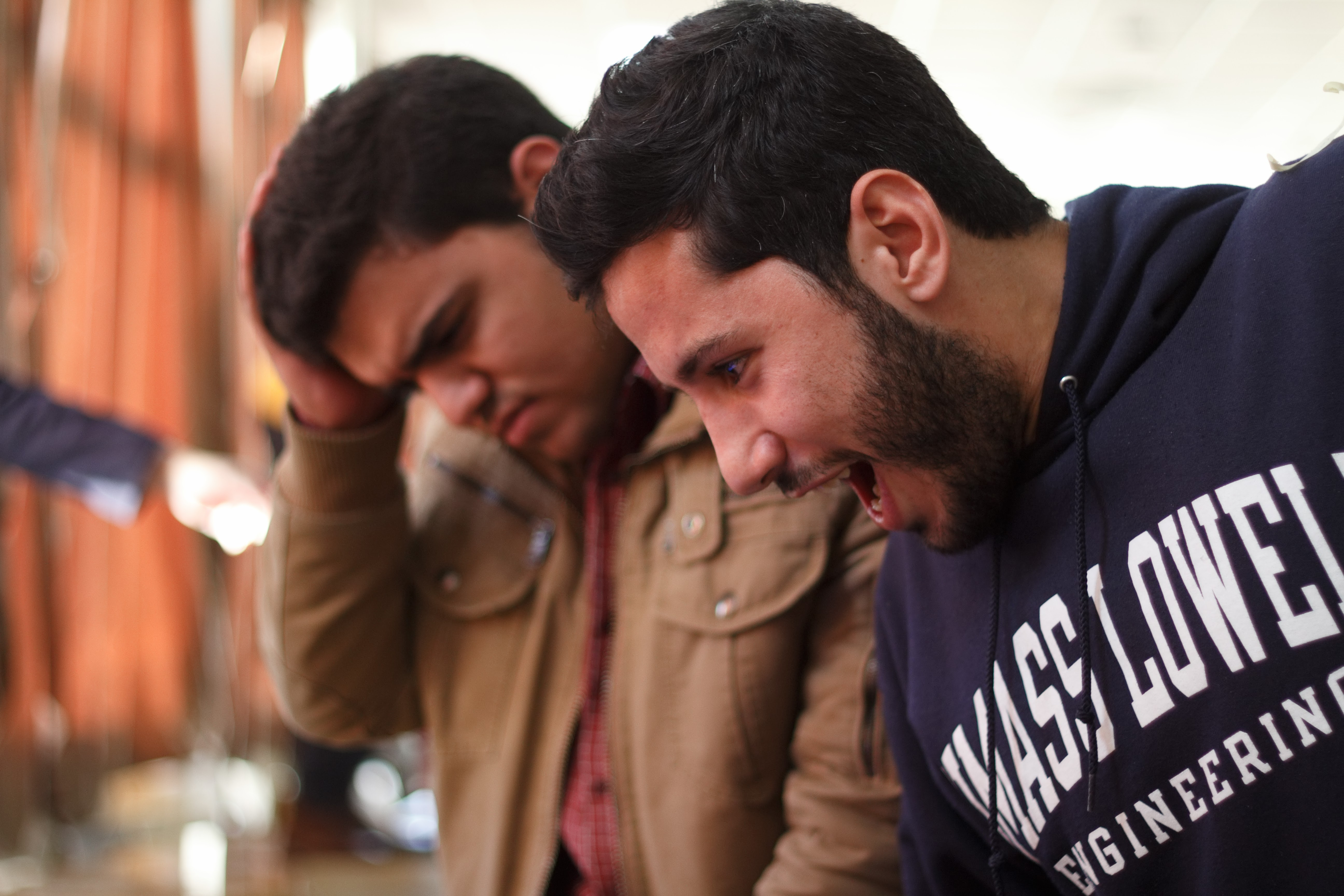
Zwei Studenten posieren bewegungslos für eine Mannequin-Challenge

Die Mannequin-Challenge (von französisch mannequin „Modellpuppe“ und englisch challenge „Herausforderung“) war ein Internetphänomen, das sich ab 2016 verbreitete. Dabei verharrt eine Gruppe von Menschen regungslos in Posen, die meist alltägliche Situationen nachstellen. Dies wird in der Regel von einer sich durch oder um die Gruppe bewegenden Person gefilmt. Hierbei soll beim Zuschauer der Eindruck entstehen, bei der Gruppe handele es sich um Schaufensterpuppen. Oft wird im Hintergrund der entstandenen Videos der Song Black Beatles des US-amerikanischen Hip-Hop-Duos Rae Sremmurd eingespielt.

## Entstehung
Es wird angenommen, dass der Trend nach der Veröffentlichung eines gleichartigen Videos von Schülern der Ed White High School im floridianischen Jacksonville im Oktober 2016 seinen Anfang genommen hat. Dieses verbreitete sich in sozialen Netzwerken wie Twitter oder Instagram rasant und inspirierte andere Gruppen wie etwa Sportvereine oder Schulklassen zur Nachahmung.

## Prominente Teilnehmer
Durch die weltweite Verbreitung des Trends posierten 2016 auch Prominente in Mannequin-Challenges; etwa die früheren Mitglieder von Destiny’s Child, bestehend aus Beyoncé, Michelle Williams und Kelly Rowland. Musikproduzent und DJ Marshmello konnte bei einem Konzert im Shrine Auditorium sein gesamtes Publikum zum „Einfrieren“ bewegen. Weitere prominente Teilnehmer sind etwa Paul McCartney, Taylor Swift, Adele und Britney Spears. Auch die deutsche Fußballnationalmannschaft filmte eine Mannequin-Challenge.

## Verwendung zur Erstellung von Tiefenkarten in der Bildverarbeitung
Im Kontext Maschinelles Sehen und Künstliche Intelligenz wurden ca. 2000 Mannequin-Challenge-Videos genutzt, um daraus Tiefenkarten zu erstellen.